# Ouinhi
Ouinhi  ist eine Stadt, ein Arrondissement und eine 483 km² große Kommune in Benin. Sie liegt im Département Zou. 

## Demografie und Verwaltung
Das Arrondissement Ouinhi hatte bei der Volkszählung im Mai 2013 eine Bevölkerung von 17.043 Einwohnern, davon waren 8.348 männlich und 8.695 weiblich. Die gleichnamige Kommune zählte zum selben Zeitpunkt 59.381 Einwohner, davon 28.969 männlich und 30.412 weiblich.
Die drei weiteren Arrondissements der Kommune sind Dasso, Sagon und Tohoué. Kumuliert umfassen alle vier Arrondissements 50 Dörfer.